# Ahmed Yasin (football)
Ahmed Yaseen Ghani dit Ahmed Yasin est un footballeur international irakien, né le 22 avril 1991 à Bagdad. Il joue au poste d'ailier droit.

## Palmarès

### En club
| AIK Solna - Championnat de Suède (1) : - Champion : 2018. |  | BK Häcken - Coupe de Suède (1) : - Vainqueur : 2018-19. |

### En sélection
- Équipe d'Irak
  - Troisième de la Coupe arabe des nations 2012.